# شارلوت ميو
شارلوت ميو (بالإنجليزية: Charlotte Mew)‏ (15 نوفمبر 1869، لندن في المملكة المتحدة - 24 مارس 1928، لندن في المملكة المتحدة)؛ كاتِبة وشاعرة بريطانية.

## روابط خارجية
- شارلوت ميو على موقع الموسوعة البريطانية (الإنجليزية)
- شارلوت ميو على موقع ميوزك برينز (الإنجليزية)
- شارلوت ميو على موقع ديسكوغز (الإنجليزية)